# (32573) 2001 QD75
2001 QD75 (asteroide 32573) é um asteroide da cintura principal. Possui uma excentricidade de 0.09862000 e uma inclinação de 1.92099º.
Este asteroide foi descoberto no dia 16 de agosto de 2001 por LINEAR em Socorro.